# Chris Carrawell
Chris Carawell, né le 25 novembre 1977, à Saint-Louis, au Missouri, est un joueur et entraîneur américain de basket-ball. Il évoluait au poste d'arrière et d'ailier.

## Palmarès
- Vainqueur à l'Universiade d'été de 1999
- Champion ABA 2006
- MVP de l'ABA 2006
- MVP Championship ABA 2006
- Joueur de l'année de l'Atlantic Coast Conference 2000
- First-team All-ACC (2000)